# KNVB-Pokal 1989/90
Der KNVB-Pokal 1989/90 war die 72. Auflage des niederländischen Fußball-Pokalwettbewerbs. An ihr nahmen die 18 Mannschaften der Eredivisie, die 19 Teams der Eerste Divisie und 27 Vertreter aus dem Amateurbereich teil.
Pokalsieger wurde Titelverteidiger PSV Eindhoven. Das Team setzte sich im Finale gegen Vitesse Arnheim durch. Der Sieger erhielt einen Startplatz im Europapokal der Pokalsieger.

## Modus
Alle Begegnungen wurden in einem Spiel entschieden. Bei unentschiedenem Ausgang gab es eine Verlängerung von zweimal 15 Minuten und gegebenenfalls ein Elfmeterschießen. Die zehn besten Teams der Eredivisie 1988/89 hatten in der 1. Runde ein Freilos.

## 1. Runde
Die 27 Amateurvereine hatten in dieser Runde Heimrecht.
| Datum      |                     | Ergebnis              |                          |
| ---------- | ------------------- | --------------------- | ------------------------ |
| 02.09.1989 | ACV Assen           | 0:4                   | NAC Breda                |
| 02.09.1989 | ADO '20 Heemskerk   | 0:1                   | VV Eindhoven             |
| 02.09.1989 | SV Babberich        | 1:2                   | MVV Maastricht           |
| 02.09.1989 | DOS Kampen          | 01:10                 | FC Utrecht               |
| 02.09.1989 | VV DOVO             | 1:1 n. V. (2:4 i. E.) | Go Ahead Eagles Deventer |
| 02.09.1989 | SC Genemuiden       | 2:4                   | VVV-Venlo                |
| 02.09.1989 | RKSV Halsteren      | 3:1                   | DS '79                   |
| 02.09.1989 | VV Heerjansdam      | 0:5                   | SVV Schiedam             |
| 02.09.1989 | HSC ’21 Haaksbergen | 0:2                   | Willem II Tilburg        |
| 02.09.1989 | Kozakken Boys       | 1:4                   | SC Heerenveen            |
| 02.09.1989 | SV Limburgia        | 1:3 n. V.             | Helmond Sport            |
| 02.09.1989 | SV Marken           | 0:3                   | BV De Graafschap         |
| 02.09.1989 | VV Rheden           | 0:6                   | Sparta Rotterdam         |
| 02.09.1989 | Rijnsburgse Boys    | 1:4                   | FC Wageningen            |
| 02.09.1989 | SV Spakenburg       | 2:0                   | SC Heracles Almelo '74   |
| 02.09.1989 | TOP Oss             | 3:4                   | Excelsior Rotterdam      |
| 02.09.1989 | SV de Valleivogels  | 1:3                   | BVO Emmen                |
| 02.09.1989 | WHC Wezep           | 1:4                   | BV Veendam               |
| 02.09.1989 | VV IJsselmeervogels | 1:5                   | FC Den Haag              |
| 03.09.1989 | Achilles 1894       | 3:3 n. V. (4:3 i. E.) | Cambuur Leeuwarden       |
| 03.09.1989 | AGOVV Apeldoorn     | 3:5                   | PEC Zwolle '82           |
| 03.09.1989 | Blauw Wit Amsterdam | 1:2                   | NEC Nijmegen             |
| 03.09.1989 | DHC Delft           | 0:4                   | RKC Waalwijk             |
| 03.09.1989 | VV Hoogeveen        | 1:2                   | RBC Roosendaal           |
| 03.09.1989 | RC Heemstede        | 0:5                   | SC Telstar 1963          |
| 03.09.1989 | SV Venray           | 3:2 n. V.             | AZ Alkmaar               |
| 08.10.1989 | AFC Amsterdam       | 2:2 n. V. (2:4 i. E.) | Vitesse Arnheim          |

## Zwischenrunde
| Datum      |                          | Ergebnis  |                  |
| ---------- | ------------------------ | --------- | ---------------- |
| 04.10.1989 | Go Ahead Eagles Deventer | 1:2       | SC Telstar 1963  |
| 04.10.1989 | MVV Maastricht           | 1:2       | FC Wageningen    |
| 04.10.1989 | RBC Roosendaal           | 0:4       | FC Den Haag      |
| 04.10.1989 | SV Spakenburg            | 3:2       | BV De Graafschap |
| 04.10.1989 | Sparta Rotterdam         | 2:3 n. V. | Helmond Sport    |

## 2. Runde
| Datum      |                    | Ergebnis              |                     |
| ---------- | ------------------ | --------------------- | ------------------- |
| 08.12.1989 | PEC Zwolle '82     | 0:1                   | Willem II Tilburg   |
| 09.12.1989 | BVV Den Bosch      | 1:0 n. V.             | VVV-Venlo           |
| 09.12.1989 | BVO Emmen          | 2:2 n. V. (3:2 i. E.) | RKC Waalwijk        |
| 09.12.1989 | RKSV Halsteren     | 2:1 n. V.             | NAC Breda           |
| 09.12.1989 | NEC Nijmegen       | 2:1                   | Excelsior Rotterdam |
| 09.12.1989 | PSV Eindhoven      | 3:0                   | BV Veendam          |
| 09.12.1989 | SVV Schiedam       | 5:1                   | SC Telstar 1963     |
| 10.12.1989 | FC Den Haag        | 2:3                   | FC Groningen        |
| 10.12.1989 | Fortuna Sittard    | 1:1 n. V. (5:3 i. E.) | SC Heerenveen       |
| 10.12.1989 | FC Twente Enschede | 2:1                   | Helmond Sport       |
| 10.12.1989 | FC Wageningen      | 1:0                   | FC Utrecht          |
| 13.12.1989 | Achilles 1894      | 0:2                   | FC Volendam         |
| 13.12.1989 | VV Eindhoven       | 0:4                   | Ajax Amsterdam      |
| 13.12.1989 | HFC Haarlem        | 0:3                   | Vitesse Arnheim     |
| 13.12.1989 | SV Spakenburg      | 0:4                   | Feyenoord Rotterdam |
| 13.12.1989 | SV Venray          | 1:4                   | Roda JC Kerkrade    |

## 3. Runde
| Datum      |                    | Ergebnis |                     |
| ---------- | ------------------ | -------- | ------------------- |
| 13.01.1990 | SVV Schiedam       | 0:4      | Roda JC Kerkrade    |
| 13.01.1990 | FC Wageningen      | 0:1      | Fortuna Sittard     |
| 14.01.1990 | BVO Emmen          | 1:0      | NEC Nijmegen        |
| 14.01.1990 | FC Twente Enschede | 0:2      | Ajax Amsterdam      |
| 14.01.1990 | Vitesse Arnheim    | 1:0      | FC Groningen        |
| 14.01.1990 | FC Volendam        | 6:0      | RKSV Halsteren      |
| 17.01.1990 | PSV Eindhoven      | 2:1      | Feyenoord Rotterdam |
| 07.02.1990 | Willem II Tilburg  | 1:0      | BVV Den Bosch       |

## Viertelfinale
| Datum      |                  | Ergebnis              |                   |
| ---------- | ---------------- | --------------------- | ----------------- |
| 14.02.1990 | Fortuna Sittard  | 0:1                   | Ajax Amsterdam    |
| 14.02.1990 | PSV Eindhoven    | 4:0                   | BVO Emmen         |
| 14.02.1990 | Roda JC Kerkrade | 2:2 n. V. (3:4 i. E.) | Vitesse Arnheim   |
| 14.02.1990 | FC Volendam      | 0:1                   | Willem II Tilburg |

## Halbfinale
| Datum      |                 | Ergebnis              |                   |
| ---------- | --------------- | --------------------- | ----------------- |
| 14.03.1990 | PSV Eindhoven   | 2:2 n. V. (4:2 i. E.) | Ajax Amsterdam    |
| 14.03.1990 | Vitesse Arnheim | 3:0                   | Willem II Tilburg |

## Finale
| PSV Eindhoven                         | PSV Eindhoven | Vitesse Arnheim | Vitesse Arnheim |
| ------------------------------------- | --- | --- | --------------- |
| PSV Eindhoven                         | \| 25. April 1990 in Rotterdam (De Kuip) \| \| Ergebnis: 1:0 (0:0) \| \| Zuschauer: 34.000 \| \| Schiedsrichter: Jaap Uilenberg \| \| Spielbericht \|                                                                     | \| 25. April 1990 in Rotterdam (De Kuip) \| \| Ergebnis: 1:0 (0:0) \| \| Zuschauer: 34.000 \| \| Schiedsrichter: Jaap Uilenberg \| \| Spielbericht \|                                                                        | Vitesse Arnheim |
| PSV Eindhoven                         | Hans van Breukelen – Eric Gerets , Ivan Nielsen, Stan Valckx, Jan Heintze – Edward Linskens, Michel Boerebach, Søren Lerby (85. Jozef Chovanec) – Gerald Vanenburg, Wim Kieft, Flemming Povlsen Cheftrainer: Guus Hiddink | Raimond van der Gouw – Edward Sturing, Theo Bos, Roberto Straal, Arjan Vermeulen – Martin Laamers, Frans Thijssen, John van den Brom, Bart Latuheru (69. Jurrie Koolhof) – Rick Hilgers, René Eijer Cheftrainer: Bert Jacobs | Vitesse Arnheim |
| PSV Eindhoven                         | 1:0 Stan Valckx (75., Foulelfmeter) | | Vitesse Arnheim |
| PSV Eindhoven                         | Van Breukelen hält Foulelfmeter von Van den Brom (90.) | | Vitesse Arnheim |
| 25. April 1990 in Rotterdam (De Kuip) | | |                 |
| Ergebnis: 1:0 (0:0)                   | | |                 |
| Zuschauer: 34.000                     | | |                 |
| Schiedsrichter: Jaap Uilenberg        | | |                 |
| Spielbericht                          | | |                 |